# Ezekiel Kemboi
Ezekiel Kemboi Cheboi (25 de mayo de 1982, Matira, Kenia) es un atleta keniata especialista en los 3000 metros obstáculos, prueba donde ha conseguido dos oros olímpicos (2004 y 2012) y cuatro mundiales (2009, 2011, 2013 y 2015). En esta prueba, es uno de los tres hombres que ha conseguido ganar un oro olímpico y un mundial, junto a sus compatriotas Reuben Kosgei y Brimin Kipruto. Su mejor marca personal es de 7:55,76 minutos, la sexta mejor de todos los tiempos.

## Trayectoria
En el año 2001 ganó el Campeonato Africano Juvenil con un tiempo de 8:39,80.
En el Campeonato Mundial de 2003 celebrado en París, mantuvo una dura pugna con su compatriota Stephen Cherono, quien recientemente se había nacionalizado catarí y había cambiado su nombre por el de Saif Saaeed Shaheen. En un emocionante final, Shaheen superó a Kemboi en los últimos metros, y este se tuvo que conformar con la plata.

### Primer título olímpico
En los Juegos Olímpicos de 2004, él partía como el gran favorito, ya que su principal rival, el exkeniano Saif Saaeed Shaheen, no pudo participar. Dolidos por su marcha, los responsables kenianos se valieron del reglamento olímpico para impedir que participara en los juegos, ya que, hasta tres años después del cambio de nacionalidad, un atleta no puede tomar parte en unos juegos si su anterior país no le deja. En la final, Kenia hizo triplete, siendo oro Kemboi (8:05,81), plata Brimin Kipruto y bronce Paul Kipsiele Koech.
En el Campeonato Mundial de 2005 celebrado en Helsinki fue medalla de plata, al ser superado otra vez por Saif Saaeed Shaheen.
En 2006 participó en los Juegos de la Mancomunidad que se celebró en Melbourne, ganando la medalla de oro con un tiempo de 8:18,17.
Al estar lesionado Shaheen, él era de nuevo el favorito para conseguir la medalla de oro en el mundial de Osaka 2007; sin embargo, fue derrotado por tercera vez en esta competición, esta vez por su compatriota Brimin Kipruto.
Fue a Pekín a intentar revalidar su título olímpico, pero solo pudo ser séptimo, su peor actuación en un gran campeonato.

### Campeón del mundo (2009 y 2011)
En 2009, después de la decepción de los juegos, Kemboi cambió de entrenador y comenzó una colaboración con Moses Kiptanui, triple campeón del mundo en la década de los noventa. Ese mismo año ganó, por fin, su primer título mundial al ganar la final del Campeonato Mundial de Berlín, después de tres medallas de plata en 2003, 2005 y 2007. Ganó con un tiempo de 8:00,43, nuevo récord del campeonato.
En 2011 consiguió su segunda medalla de oro mundial al ganar en Daegu 2011 con un tiempo de  8:14,85, convirtiéndose en el tercer atleta en la historia de los campeonatos del mundo en revalidar con éxito el título de los 3000 m obstáculos, tras Saif Saeed Shaheen y Moisés Kiptanui.

### Segundo título olímpico
En junio de 2012 fue arrestado por la policía y acusado de apuñalar a una mujer. Fue puesto en libertad bajo fianza tras negar las acusaciones. Kemboi pidió al tribunal que aplazara la fecha del inicio del juicio hasta después de los Juegos Olímpicos de Londres, en donde iba a competir. En octubre de 2012, se retiraron los cargos presentados contra él.
En los Juegos Olímpicos de Londres ganó su segunda medalla de oro olímpica con un tiempo de 8:18,56, superando al francés Mahiedine Mekhissi-Benabbad (plata) y a su compatriota Abel Mutai (bronce). Con este triunfo, se convirtió en el segundo atleta, después del finlandés Volmari Iso-Hollo, en ganar dos títulos olímpicos en los 3000 metros obstáculos.

### Campeón del mundo en 2013
En el Campeonato Mundial de 2013 celebrado en Moscú ganó su tercera medalla de oro con un tiempo de 8:06,01, igualando la hazaña de su entrenador Moses Kiptanui, quien ganó en Tokio 1991, Stuttgart 1993 y Gotemburgo 1995.

## Palmarés
| Año  | Competición                 | Lugar            | Posición | Tiempo  |
| ---- | --------------------------- | ---------------- | -------- | ------- |
| 2001 | Campeonato Africano Juvenil | Réduit           | 1.º      | 8:39,80 |
| 2002 | Juegos de la Mancomunidad   | Mánchester       | 2.º      | 8:19,78 |
| 2002 | Campeonato Africano         | Radès            | 3.º      | 8:27,14 |
| 2003 | Campeonato Mundial          | París            | 2.º      | 8:05,11 |
| 2003 | IAAF World Athletics Final  | Mónaco           | 3.º      | 8:11,79 |
| 2003 | Juegos Panafricanos         | Abuya            | 1.º      | 8:12,27 |
| 2004 | Juegos Olímpicos            | Atenas           | 1.º      | 8:05,81 |
| 2004 | IAAF World Athletics Final  | Mónaco           | 2.º      | 8:02,98 |
| 2005 | Campeonato Mundial          | Helsinki         | 2.º      | 8:14,95 |
| 2005 | IAAF World Athletics Final  | Mónaco           | 2.º      | 8:09,04 |
| 2006 | Juegos de la Mancomunidad   | Melbourne        | 1.º      | 8:18,17 |
| 2006 | IAAF World Athletics Final  | Stuttgart        | 5.º      | 8:18,01 |
| 2007 | Juegos Panafricanos         | Argel            | 2.º      | 8:16,93 |
| 2007 | Campeonato Mundial          | Osaka            | 2.º      | 8:16,94 |
| 2008 | Juegos Olímpicos            | Pekín            | 7.º      | 8:16,38 |
| 2008 | IAAF World Athletics Final  | Stuttgart        | 2.º      | 8:15,32 |
| 2009 | Campeonato Mundial          | Berlín           | 1.º      | 8:00,43 |
| 2009 | IAAF World Athletics Final  | Salónica         | 1.º      | 8:04,38 |
| 2010 | Campeonato Africano         | Nairobi          | 2.º      | 8:26,13 |
| 2010 | Liga de Diamante            | Liga de Diamante | 2.º      | -       |
| 2010 | Juegos de la Mancomunidad   | Nueva Delhi      | 2.º      | 8:18,47 |
| 2011 | Campeonato Mundial          | Daegu            | 1.º      | 8:14,85 |
| 2011 | Liga de Diamante            | Liga de Diamante | 2.º      | -       |
| 2012 | Juegos Olímpicos            | Londres          | 1.º      | 8:18,56 |
| 2013 | Campeonato Mundial          | Moscú            | 1.º      | 8:06,01 |
| 2015 | Campeonato Mundial          | Pekín            | 1.º      | 8:11,28 |

## Marcas personales
| Evento            | Tiempo (seg) | Ciudad  | Fecha                   |
| ----------------- | ------------ | ------- | ----------------------- |
| 1500 m lisos      | 3:40,8       | Kisumu  | 24 de abril de 2004     |
| 3000 m lisos      | 7:44,24      | Rieti   | 9 de septiembre de 2012 |
| 5000 m lisos      | 13:50,61     | Sulmona | 1 de enero de 2011      |
| 3000 m obstáculos | 7:55,76      | Mónaco  | 22 de julio de 2011     |